# Epilohmannoides jacoti
Epilohmannoides jacoti är en kvalsterart som beskrevs av Norton, Metz och Sharma 1978. Epilohmannoides jacoti ingår i släktet Epilohmannoides och familjen Epilohmanniidae. Inga underarter finns listade i Catalogue of Life.